# Малиновка (Мединський район)
Малиновка (рос. Малиновка) — присілок в Мединському районі Калузької області Російської Федерації.
Населення становить 1 особу. Входить до складу муніципального утворення Село Адуєво.

## Історія
Від 2004 року входить до складу муніципального утворення Село Адуєво.

## Населення
| 2002 | 2010 |
| ---- | ---- |
| 3    | ↘1   |